# Ариран (фильм, 1926)
Ариран (кор. 아리랑) — корейский немой чёрно-белый фильм 1926 года режиссёра На Унгю. Фильм оказал значительное влияние на становление и развитие корейского кинематографа, однако не сохранился.

## Сюжет
Молодой человек по имени Ёнджин, участник антияпонского движения 1 марта, выходит из тюрьмы, где из-за пыток лишился рассудка. Он возвращается в родную деревню, к отцу и сестре Ёнхи. Друг Ёнджина Хёнгу, приехавший к нему в гости, влюбляется в Ёнхи. Работник местного помещика Гихо (осведомитель японской полиции) пытается изнасиловать девушку. Хёнгу дерётся с насильником, Ёнджин вначале не вмешивается, но затем убивает Гихо (не осознавая, что происходит). После этого он приходит в себя, но вновь утрачивает свободу.

## В ролях
- На Унгю — Ёнджин
- Син Ильсон — Ёнхи
- Нам Гунун — Хёнгу
- Чу Ингю — Гихо

## О фильме
Фильм стал дебютным для На Унгю в качестве режиссёра и отразил некоторые аспекты его биографии: На Унгю также был обвинён в участии в освободительном движении (в указанное время страна находилась под властью Японии) и некоторое время провёл в тюрьме. Несмотря на антияпонский характер фильма в его производстве приняла участие японская киностудия «Чосон кинема» (в частности, японцы внесли финансовый вклад в проект). Картине удалось преодолеть японскую цензуру только после того, как в титрах режиссёром был указан работавший на «Чосон кинема» Сумори Сюити, а фильм был объявлен чисто развлекательным.
Название фильму дала корейская народная песня «Ариран», которую главный герой фильма пел в самом его конце. Сыгравшая роль сестры героя актриса Син Ильсон вспоминала, что при просмотре фильма в финале «люди громко плакали, вместе пели „Ариран“ и кричали: „Да здравствует независимость Кореи!“». После выхода картины на экраны песня стала широко популярной в стране и превратилась в один из символов корейской нации.
Благодаря антияпонской направленности фильм имел огромную популярность среди корейцев, в частности в год выпуска картину посмотрело 1,2 млн зрителей. Картина стала коммерчески успешной, при этом в глухих деревнях она демонстрировалась бесплатно силами активистов освободительного движения (существует свидетельство о показе фильма поздней ночью на спортивной площадке сельской школы). Фильм стимулировал развитие кинобизнеса в стране и спровоцировал появление большого количества картин, соединявших мелодраму и обращение к реалиям жизни в потерявшей независимость в стране и национальным корейским ценностям (таким образом выражался дух национального сопротивления, призывы к которому были невозможны).
Фильм считается утраченным во время Корейской войны 1950—1953 года.

## Сиквелы
В 1930 году На Унгю вновь снялся в роли Ёнджина в фильме Послесловие к Ариран, а в 1935 году самостоятельно снял ещё один сиквел — Ариран-3, который в отличие от двух предыдущих фильмов был звуковым.